# Andon Petrow
Andon Petrow (* 29. April 1955) ist ein ehemaliger bulgarischer Radrennfahrer.

## Sportliche Laufbahn
Petrow war im Straßenradsport aktiv. Er war Teilnehmer der Olympischen Sommerspiele 1980 in Moskau. Im olympischen Straßenrennen schied er aus. Er bestritt mit der Nationalmannschaft 1977 den Grand Prix Guillaume Tell und 1978 die Österreich-Rundfahrt. In der Internationalen Friedensfahrt wurde er 1976 39. des Endklassements, 1977 war er ausgeschieden. In der Bulgarien-Rundfahrt 1979 gewann er eine Etappe.

## Familiäres
Er ist der Vater von Danail Petrow, der 2012 an den Olympischen Sommerspielen im Radsport teilnahm.